# Segarcea
Segarcea is een stad (oraș) in het Roemeense district Dolj. De stad telt 8266 inwoners (2007).